# Brancepeth Castle
Brancepeth Castle er en borg i landsbyen Brancepeth i County Durham i England, omkring 8 km sydvest for byen Durham. Det er en listed building af første grad.
Der har ligget en række fæstninger på stedet, hvoraf den første var en normannisk borg, der blev opført af Huset Bulmer og genopført af Huset Neville.
Den nuværende bygning stammer primært fra første halvdel af 1800-tallet.